# Flesh of My Flesh, Blood of My Blood
Flesh of My Flesh, Blood of My Blood è il secondo album in studio del rapper statunitense DMX, pubblicato il 22 dicembre 1998.
L'album ha ottenuto 3 dischi di platino negli Stati Uniti d'America ed è stato al primo posto nella classifica della Billboard per 3 settimane consecutive.

## Tracce
1. My Niggas (Skit) – 1:27 (Earl Simmons, Kaseem Dean)
2. Bring Your Whole Crew – 3:40 (Earl Simmons, Anthony Fields)
3. Pac Man (Skit) – 0:56
4. Ain't No Way – 4:49 (Earl Simmons, Kaseem Dean)
5. We Don't Give a Fuck (feat. Jadakiss e Styles P) – 4:07 (Earl Simmons, Irving Lorenzo, Richard Wilson)
6. Keep Your Shit the Hardest – 4:48 (Earl Simmons, Kaseem Dean)
7. Coming From (feat. Mary J. Blige) – 5:13 (Earl Simmons, Anthony Fields)
8. It's All Good – 4:17 (Earl Simmons, Kaseem Dean, Taana Gardner)
9. The Omen (feat. Marilyn Manson) – 4:56 (Earl Simmons, Kaseem Dean, Damon Blackman)
10. Slippin' – 5:05 (Earl Simmons, Michael Gomez, Grover Washington Jr.)
11. No Love 4 Me (feat. Drag-On e Swizz Beatz) – 4:00 (Earl Simmons, Kaseem Dean, Melvin Smalls)
12. Dogs for Life – 5:31 (Earl Simmons, Damon Blackman)
13. Blackout (feat. Jay-Z e The LOX) – 5:00 (Earl Simmons, Kaseem Dean, Jason Phillips, Sean Jacobs, David Styles, Shawn Carter)
14. Flesh of My Flesh, Blood of My Blood – 4:32 (Earl Simmons, Kaseem Dean)
15. Heat – 4:07 (Earl Simmons, Kaseem Dean)
16. Prayer II / Ready to Meet Him – 7:24 (Earl Simmons, Kaseem Dean)

## Classifiche

### Classifiche settimanali
| Classifiche (1999) | Posizione massima |
| ------------------ | ----------------- |
| Germania           | 61                |
| Stati Uniti        | 1                 |

### Classifiche di fine anno
| Classifica (1999) | Posizione |
| ----------------- | --------- |
| Stati Uniti       | 21        |